# 1e Kreta Medaille
De Eerste Kreta Medaille, in het Turks "Atîk Girid" geheten, werd in 1869 door sultan Abdülaziz (1861-1876) aan de 50 000 militairen verleend die een opstand op het gelijknamige eiland neersloegen. Op Kreta waren de Griekse, christelijke inwoners op 14 mei 1866 weer eens in opstand gekomen tegen de Turkse overheersing en zij eisten lagere belastingen en een hervorming van het rechtsstelsel. Op deze eisen van de Kretenzers reageerde men in Constantinopel met een mobilisatie. Toen 50 000 Turkse soldaten op het eiland landen braken al snel gevechten uit. Griekse vrijwilligers van het inmiddels onafhankelijke vasteland van Griekenland mengden zich in de strijd maar de Europese grootmachten weigerden in deze Kretenzische affaire in te grijpen. Zo behaalde Turkije, zij het pas na drie jaar, de overwinning.
Het lint van deze campagnemedaille was, anders dan gebruikelijk, egaal rood. Op de ronde medaille met een diameter van 36 millimeter staat op de voorzijde de tughra boven een halve maan en op de keerzijde een afbeelding van het eiland met de Arabische rekst "GIRID 1285". Er werden ongeveer 50 0000 medailles verleend.